# Erebus orion
Erebus orion är en fjärilsart som beskrevs av George Francis Hampson 1913. Erebus orion ingår i släktet Erebus och familjen nattflyn. Inga underarter finns listade i Catalogue of Life.